# Syriens demografi

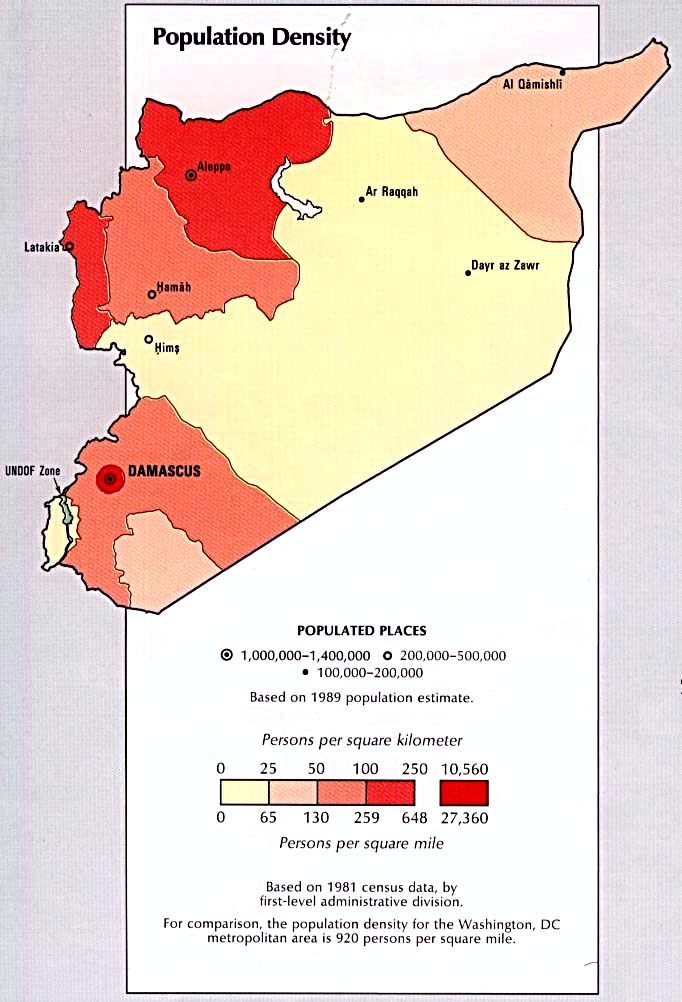
Karta över Syrien från 1993 över befolkningstäthet.

Syriens uppskattade befolkning innan starten av det syriska inbördeskriget 2011 var cirka 22 miljoner invånare. Inbördeskriget har gjort det svårt att ge några exakta uppgifter om den syriska befolkningen. 
Inbördeskriget orsakade under flera år på 2010-talet en befolkningsminskning eftersom miljontals människor lämnade Syrien, för att som flyktingar, söka sig till bland andra Libanon, Turkiet och flera länder inom den Europeiska unionen. I dag uppskattas det finnas fler än sex miljoner flyktingar som antingen lämnat Syrien eller som befinner sig i flykt inom landets gränser.